# 29. listopada
29. listopada (29. 10.) 302. je dan godine po gregorijanskom kalendaru (303. u prijestupnoj godini).
Do kraja godine imaju još 63 dana.

## Događaji
- 1888. –  Usvojena Carigradska konvencija o Suezu
- 1890. – Na četvrtoj sjednici Dalmatinskog sabora zastupnik Miho Klaić predložio da se u zadarskoj gimnaziji umjesto talijanskog uvede hrvatski kao naukovni jezik.[1]
- 1918. – Hrvatski sabor donio je odluku o razrješenju svih državnopravnih veza Trojedne Kraljevine Hrvatske, Slavonije i Dalmacije s Carevinom Austrijom i Kraljevinom Ugarskom. Time je Hrvatska izašla iz Austro-Ugarske Monarhije. Sjednicu Sabora tog dana vodio je dr. Bogdan Medaković, a prisustvovao joj je i ban Antun Mihalović.[2]
- 1923. – Kemal Atatürk proglasio Tursku republikom čime je nestalo Osmansko Carstvo.
- 1974. – Kod Gospića poginuo hrvatski domoljubni gerilski dvojac Matičević - Prpić.
- 1992. – Vojska Republike Srpske zauzela Jajce, većinski hrvatsko-bošnjački grad. Oko 40 000 Hrvata i Bošnjaka povuklo se u smjeru Travnika.
- 1999. – Hrvatski sabor proglasio je 18. studenoga Danom sjećanja na žrtvu Vukovara 1991. godine
- 2015. – Kina je nakon 36 godina ukinula strogu politiku jednog djeteta.[3]

| - 1507. – Fernando Álvarez de Toledo Alba, španjolski vojskovođa († 1582.) - 1925. – Šime Spaventi, hrvatski akademik († 2012.) - 1933. – Dirjana Dojić, srpska glumica - 1950. – Rino Gaetano, talijanski kantautor († 1981.) - 1958. – Velimir Čokljat, hrvatski glumac - 1960. – Finola Hughes, britanska glumica - 1961. – Tonći Huljić, hrvatski glazbenik i tekstopisac - 1971. – Winona Ryder, američka glumica - 1973. – Robert Pirès, francuski nogometaš - 1983. – Dana Eveland, američki bejzbolaš - 1990. – Jelena Kastaneti, hrvatska hrvačica | - 1805. – Tituš Brezovački, hrvatski književnik (* 1757.) - 1908. – Silvije Strahimir Kranjčević, hrvatski književnik (* 1868.) - 1911. – Joseph Pulitzer, američki novinar i publicist (* 1847.) - 1957. – Louis B. Mayer, američki filmaš (* 1882.) - 1959. – Sisavang Vong, laoški kralj (* 1885.) - 1967. – Julien Duvivier, francuski filmski redatelj (* 1896.) - 1974. – Ivan Matičević, hrv. politički emigrant i revolucionar - 1974. – Mate Prpić, hrv. politički emigrant i revolucionar - 2007. – Frane Matošić, hrvatski nogometaš i nogometni trener (* 1918.) - 2013. – Rudolf Kehrer, ruski pijanist i glasovirski pedagog (* 1923.) - 2022. – Lukas Nola, hrvatski filmski redatelj i scenarist (* 1964.) |

## Blagdani i spomendani
- Hrvatski dan ljekarni
- Dan sv. Narcisa Jeruzalemskog

## Imendani
- Mihovil
- Rua
- Darko
- Narcis
- Donat